# Robert Skov
Robert Skov (ur. 20 maja 1996 w Marbelli) – duński piłkarz grający na pozycji napastnika, reprezentant Danii.

## Życiorys
Urodził się w hiszpańskiej Marbelli. Jest wychowankiem Silkeborgu IF. W jego seniorskim zespole grał w latach 2013–2018. W Superligaen zadebiutował 16 maja 2013 w zremisowanym 1:1 meczu z FC Midtjylland. 19 stycznia 2018 został piłkarzem FC København. 27 lipca 2019 odszedł za 10 milionów euro do niemieckiego do niemieckiego TSG 1899 Hoffenheim.
W 2016 roku wystąpił wraz z reprezentacją na igrzyskach olimpijskich w Rio de Janeiro. 10 czerwca 2019 zadebiutował w reprezentacji Danii w wygranym 5:1 meczu z Gruzją.